# وتنا، ماداگاسکار
وتنا، ماداگاسکار (به لاتین: Vatana, Madagascar) یک سکونتگاه مسکونی در ماداگاسکار است که در واتوواوی-فیتووینانی واقع شده‌است.

## خصوصیات
وتنا ۱۰٬۰۰۰ نفر جمعیت دارد و ۲۴ متر بالاتر از سطح دریا واقع شده‌است.